# 1546年
| 千纪： | 2千纪 |
| 世纪： | 15世纪 \| 16世纪 \| 17世纪                                                                                 |
| 年代： | 1510年代 \| 1520年代 \| 1530年代 \| 1540年代 \| 1550年代 \| 1560年代 \| 1570年代                           |
| 年份： | 1541年 \| 1542年 \| 1543年 \| 1544年 \| 1545年 \| 1546年 \| 1547年 \| 1548年 \| 1549年 \| 1550年 \| 1551年 |
| 纪年： | 丙午年（马年）；明嘉靖二十五年；田斌天渊元年；越南莫朝廣和六年，后黎朝元和十四年；日本天文十五年           |

## 大事记
- 神聖羅馬帝國查理五世的軍隊，在阿爾瓦公爵和薩克森公爵的指揮下，與支持路德宗的施馬爾卡爾登聯盟爆發施馬爾卡爾登戰爭。
- 北條氏康在 河越夜戰與河越城首將協同展開夜襲，以絕對劣勢兵力一舉擊潰軍心渙散的足利、上杉聯軍，擊斃上杉朝定，致使扇谷上杉家絕嗣而亡，上杉憲政流亡上野平井城，足利晴氏遁走下總，後北條氏支配武藏全境。
- 越後國武將黑田秀忠再度發起謀反，被長尾景虎戰敗，被命令與一族一同自殺。
- 足利義晴將征夷大將軍職讓給其子足利義輝。
- 索南嘉措被认定为三世达赖喇嘛。
- 日本河越夜战，北条氏康战胜关东联军。
- 西班牙征服者法蘭西斯科·德·蒙特霍（英语：Francisco de Montejo）征服除了現瓜地馬拉北部的密林地區外的整個犹加敦半島。
- 西班牙征服者佩德羅·德·巴爾迪維亞發動阿勞卡尼亞戰爭。
- 英国剑桥大学三一学院建立。
- 法国卢浮宫开始兴建。

## 出生
- 12月14日——第谷·布拉赫，丹麦天文学家（卒於1601年）
- 武田勝賴，日本戰國大名（卒於1582年）
- 許浚，朝鮮王朝的名醫，東醫寶鑑之作者，卒於1615年。

## 逝世
- 2月18日－马丁·路德，德国宗教改革家（1483年出生）。
- 黑田秀忠，日本戰國時代越後國武將，因主君長尾晴景病弱而多次策畫獨立。
- 巴巴羅薩·海雷丁帕夏，著名的海盜，阿爾及爾的蘇丹。